# Slovník

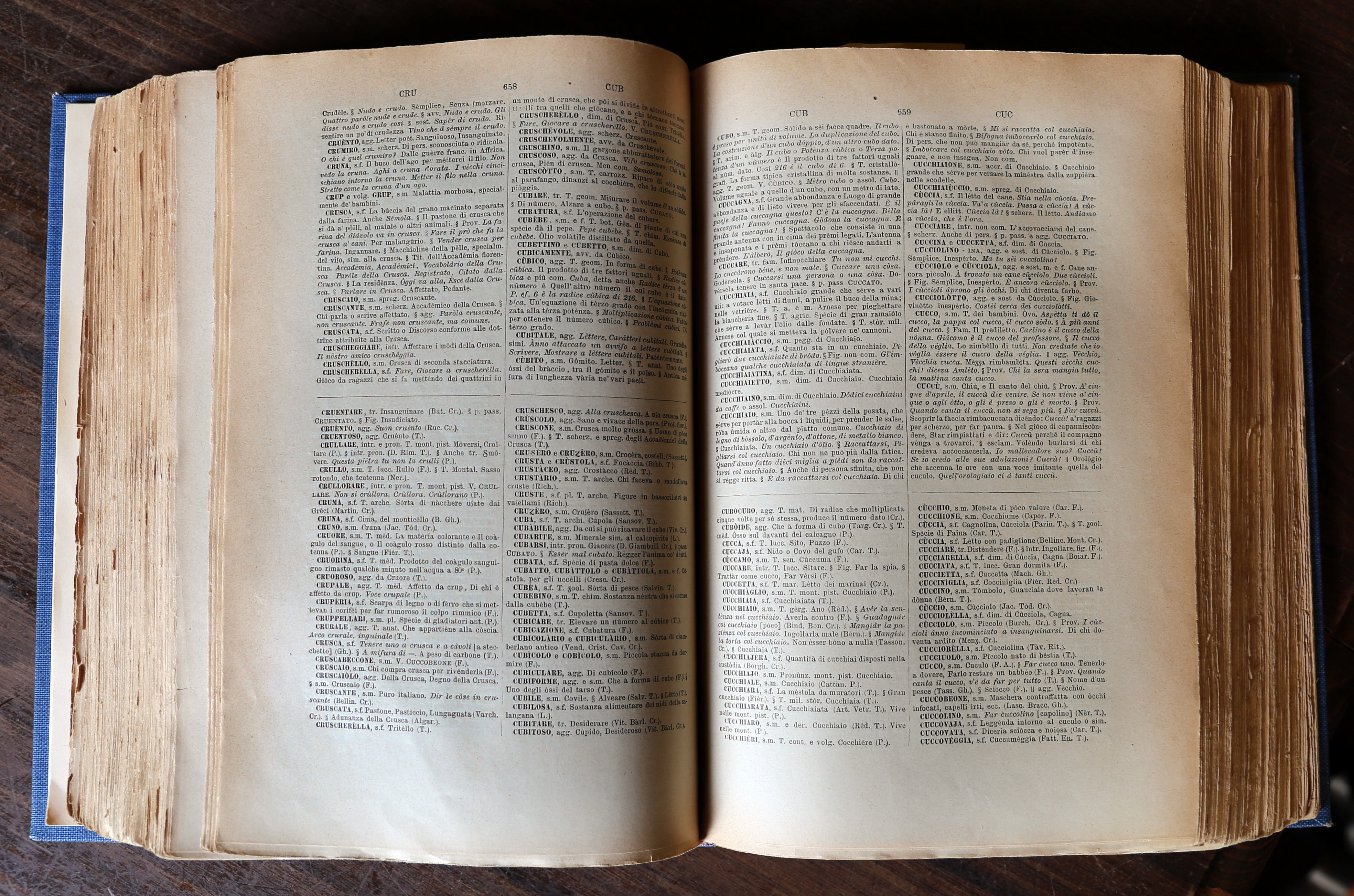
Slovník

Slovník (zdrobnělina: slovníček, někdy též lexikon) je nejčastěji abecedně řazený seznam slovní zásoby, vysvětlující slova z různých hledisek. Sestavováním slovníků se zabývá lingvistická disciplína zvaná lexikografie.
Ve většině slovníků jsou slova zachycena pouze ve svém základním tvaru, tzv. lemmatu, přestože např. slovníky v rámci jazykových učebnic mohou obsahovat i nepravidelné tvary.
Slovníky se vyskytují tradičně nejčastěji v knižní podobě (např. Slovník spisovné češtiny). V poslední době se však objevují i digitální slovníky, dostupné na CD nebo na internetu, např. Wikislovník (český otevřený slovník) nebo anglický dictionary.com.

## Typy slovníků
Podle rozsahu se slovníky často dělí na:
- slovníky malé, kapesní (do cca 10 000 hesel)
- slovníky střední (do cca 60 000 hesel)
- slovníky velké (nad 60 000 hesel)

Podle typu se rozdělují na:
- slovníky výkladové (jednojazyčné)

Jsou napsány celé v jednom jazyce, u každého slova lze nalézt informace ve stejném jazyku, dále je lze rozdělit na:
- slovníky současného jazyka
  - významové (též sémantické, výkladové) – s definicí každého hesla (v témže jazyku)
  - pravopisné
  - frazeologické (idiomatické)
  - slovníky synonym
  - slovníky rýmů
  - slovníky cizích slov
  - slovníky zkratek
  - slovníky dialektů
  - slovníky slangu
  - slovníky argotu
  - slovníky citátů
- slovníky jednotlivých historických období
- slovníky etymologické (s genezí každého hesla)
- slovníky popisující slovní zásobu profesních skupin, např.
  - Filosofický slovník
  - Lékařský slovník
  - Defektologický slovník
  - Biblický slovník
  - slovníky technických pojmů (terminologické)
  - geografický/místopisný slovník
  - biografický slovník
- speciální
  - retrográdní
  - valenční
  - frekvenční (řazený podle používanosti hesel)
- slovníky překladové (vícejazyčné, polyglotické)

Slouží pro překlad z jednoho jazyka do druhého, ke slovům jednoho jazyka obsahují jeho překlad v druhém jazyce, často i s výslovností, komentáři, frázemi a příklady, nebo jinými doprovodnými informacemi.
Některé větší překladové slovníky obsahují i druhou část, ve kterém jsou slova pro zpětný překlad z druhého jazyka do prvního. Tyto slovníky mohou být i specializované, například se omezovat jen na odborné termíny z některé oblasti.
Mezi nejvýznamnější česká nakladatelství slovníků patří Fraus, Leda, Lingea, Fin, TZ-one.

## Přenesený význam slova
Slovo slovník se používá také v přenesených významech, patrně nejčastější bude označení pro individuální slovní zásobu (mluvy) člověka („má vybraný slovník“, „používá podivný slovník“ apod.). Některé jazyky, např. angličtina, rozlišuje slovník v podobě knižní nebo elektronické – dictionary (řídce dikcionář) – a slovník slovní zásoby – vocabulary (počeštěné vokabulář se téměř nepoužívá). Kořeny těchto slov jsou slova diction – mluva nebo v širším smyslu způsob vyjadřování